# Волынская улица (Москва)
Волы́нская у́лица — улица в Западном административном округе города Москвы на территории района Солнцево. Пролегает от перекрёстка Солнцевского проспекта с улицей 50 лет Октября до улицы Авиаторов.

## Происхождение названия
Улица существовала с первой половины XX века и располагалась на территории посёлка Солнцево. В 1983 году получила название Больничный проезд — по находящемуся здесь больничному комплексу (ныне 17-я ГКБ). 10 сентября 1984 года получила название Волынская улица в честь украинской исторической области Волынь в связи с расположением на западе города.

## Транспорт
По Волынской улице проходят автобусы 686 (только к станции «Солнечная»), 330, 459, 575, 707, 729, 862 (в обоих направлениях).